# San Feliz de las Lavanderas
San Feliz de las Lavanderas es una localidad del municipio leonés de Quintana del Castillo, en la Comunidad Autónoma de Castilla y León. El pueblo se encuentra al norte del municipio, a los pies del monte El Tesón (1.332 m). Se accede a la localidad a través de las carreteras LE-451 y LE-5418.
La iglesia está dedicada a san Pedro Apóstol.

## Historia
Así se describe a San Feliz de las Lavanderas en el tomo VIII del Diccionario geográfico-estadístico-histórico de España y sus posesiones de Ultramar, obra impulsada por Pascual Madoz a mediados del siglo XIX:

Lugar en la provincia de León; partido judicial de Astorga, diócesis (vere nullius) perteneciente a la encomienda de San Juan de Órbigo, audiencia territorial y capitanía general de Valladolid. Situado en un llanura entre los ríos Órbigo y Tuerto; su clima, aunque frío y húmedo no deja de ser bastante sano, pues no se padecen más enfermedades comunes que algunas tercianas. Tiene iglesia parroquial, matriz de Escuredo, servida por un cura. Confina N Valdesamario; E Oteruelo; S Castro, y O Villamariel y Quintana de Cepeda. El terreno es de mediana calidad, y produce centeno, patatas y pastos; cría ganado y alguna caza. Industria: sus moradores se dedican, además de la agricultura, a la fabricación de carbón y corte de maderas que venden en el mercado de Astorga. Población: 64 vecinos, 314 almas. Contribución: con el ayuntamiento.
Diccionario geográfico-estadístico-histórico de España y sus posesiones de Ultramar

## Localidades limítrofes
Confina con las siguientes localidades:
- Al norte con Valdesamario.
- Al este con Escuredo.
- Al sur con Morriondo y Ferreras.
- Al este con Villarmeriel.

## Demografía
Evolución de la población
| Gráfica de evolución demográfica de San Feliz de las Lavanderas entre 2000 y 2017 |
|                                                                                   |
| Población de derecho (2000-2017) según el padrón municipal del INE                |